# Pont de Slatina
Le pont de Slatina est situé à Slatina en Roumanie. Il a été conçu par Jules Goüin en 1888. C'est un pont routier qui traverse l'Olt et a été, en 1944, l'enjeu de combats entre d'un côté la Wehrmacht en retraite (qui n'a pas eu le temps de le dynamiter) et de l'autre côté les armées soviétiques et roumaines en offensive. Devenu vétuste et affaibli par les vibrations dues au trafic des camions, il a été fermé en 2018-2019 pour être rénové par une entreprise italienne.

## Sources
- structurae
- Ressource relative à l'architecture :   - Structurae